# Kanton Saint-Lubin-des-Joncherets
 Saint-Lubin-des-Joncherets is een kanton van het Franse departement Eure-et-Loir. Het kanton maakt deel uit van het arrondissement Dreux.

In 2018 telde het 33.034 inwoners.

Het kanton werd gevormd ingevolge het decreet van 24 februari 2014 met uitwerking op 22 maart 2015, door de samenvoeging van de kantons Châteauneuf-en-Thymerais, Brezolles, La Ferté-Vidame en Senonches 
Het kreeg Saint-Lubin-des-Joncherets als hoofdplaats.

## Gemeenten
Het kanton omvat volgende gemeenten:
- Ardelles
- Beauche
- Bérou-la-Mulotière
- Boissy-lès-Perche
- Le Boullay-les-Deux-Églises
- Brezolles
- La Chapelle-Fortin
- Châtaincourt
- Châteauneuf-en-Thymerais
- Les Châtelets
- Crucey-Villages
- Dampierre-sur-Avre
- Digny
- Escorpain
- Favières
- La Ferté-Vidame
- Fessanvilliers-Mattanvilliers
- Fontaine-les-Ribouts
- La Framboisière
- Jaudrais
- Lamblore
- Laons
- Louvilliers-lès-Perche
- Maillebois
- La Mancelière
- Le Mesnil-Thomas
- Montigny-sur-Avre
- Morvilliers
- Prudemanche
- La Puisaye
- Puiseux
- Les Ressuintes
- Revercourt
- Rohaire
- Rueil-la-Gadelière
- Saint-Ange-et-Torçay
- Saint-Jean-de-Rebervilliers
- Saint-Lubin-de-Cravant
- Saint-Lubin-des-Joncherets
- Saint-Maixme-Hauterive
- Saint-Rémy-sur-Avre
- Saint-Sauveur-Marville
- La Saucelle
- Senonches
- Serazereux
- Thimert-Gâtelles
- Tremblay-les-Villages